# Роум (Охајо)
Роум (енгл. Rome) град је у америчкој савезној држави Охајо.

## Демографија
По попису из 2010. године број становника је 94, што је 23 (-19,7%) становника мање него 2000. године.
| Група             | 2000.       | 2010.      |
| Белци             | 110 (94,0%) | 89 (94,7%) |
| Афроамериканци    | 0 (0,0%)    | 0 (0,0%)   |
| Азијати           | 0 (0,0%)    | 0 (0,0%)   |
| Хиспаноамериканци | 0 (0,0%)    | 1 (1,1%)   |
| Укупно            | 117         | 94         |